# Chorozinho-de-chapéu-preto
Formigueirinho-de-barrete-preto ou chorozinho-de-chapéu-preto (Herpsilochmus atricapillus) é uma espécie de ave da família Thamnophilidae.
Pode ser encontrada nos seguintes países: Argentina, Bolívia, Brasil e Paraguai.
Os seus habitats naturais são: florestas secas tropicais ou subtropicais e florestas subtropicais ou tropicais húmidas de baixa altitude.